# Jeon Da-hye
Jeon Da-hye, kor. 전다혜 (ur. 23 listopada 1983) – południowokoreańska łyżwiarka szybka, specjalizująca się w short tracku. Złota medalistka olimpijska z Turynu.
Zawody w 2006 były jej pierwszymi igrzyskami olimpijskimi. Po medal sięgnęła w biegu sztafetowym. Koreańską drużynę tworzyły także Choi Eun-kyung, Jin Sun-yu, Byun Chun-sa i Kang Yun-mi. W tej samej konkurencji była srebrną (2001) medalistką mistrzostw świata.